# Comiche dell'altro mondo
Comiche dell'altro mondo (Slapstick of Another Kind) è un film del 1982 per la regia di Steven Paul. È una commedia fantascientifica interpretata da Jerry Lewis e liberamente tratta dal romanzo satirico Comica finale ovvero Non più soli (Slapstick) di Kurt Vonnegut.

## Trama
Caleb Swain e sua moglie Lutetia sono una ricca coppia considerata la più bella di tutte le belle persone da parte della stampa. Questo cambia quando Lutetia dà alla luce due gemelli deformi chiamati Wilbur ed Eliza. I gemelli sono in realtà una squadra aliena di fratello e sorella impiantata in Lutetia per risolvere i problemi del mondo. Quando sono separati non sono molto più intelligenti di una pianta in vaso, ma insieme sono una forza intellettuale da non sottovalutare. La loro intimità è messa alla prova quando una serie di eventi rischia di mantenere i gemelli separati. Mischiato a tutto questo c'è un ambasciatore cinese in miniatura che ha bisogno dell'aiuto dei gemelli per fare un accordo per la vendita della gravità.

## Accoglienza e critica
Il film, uscito nelle sale statunitensi a marzo del 1984, fu un fiasco sia di pubblico sia di critica e valse a Jerry Lewis una candidatura al Razzie Award al peggior attore protagonista (vinto da Sylvester Stallone per Nick lo scatenato).
Fantafilm scrive:
Il cast è di tutto rispetto, ma viene malamente impiegato dalla sceneggiatura insipida e dalla svogliata regia di Steven Paul.»
(Fantafilm)